# Szegfűgombafélék
A szegfűgombafélék (Marasmiaceae) az Agaricomycetes osztályának és a kalaposgombák (Agaricales) rendjének egyik családja.